# 周南市立鹿野中学校
周南市立鹿野中学校（しゅうなんしりつ かのちゅうがっこう）は、山口県周南市鹿野上にある公立の中学校。

## 概要
学校の周りは山々に囲まれており、近くには清流錦川が流れている。生徒は周南市立鹿野小学校から入学する。2012年度からは市教育委員会の指定を受けてコミュニティ・スクールとしての新たな取組も始まっている。
生徒数・教員数の減少により、部活動の再編計画が2008年度から実施されている。
2007年（平成19年）3月14日には、鹿野中学校初の試みとして、1・2年生徒総会が行われた。
2011年（平成23年）6月16日には、鹿野中学校初の試みとして、KJ法を用いた生徒総会が行われた。

## 学校行事
2021年現在
- 4月 - 着任式、始業式、入学式、新入生歓迎会
- 5月 - クリーンアップ作戦、中間テスト
- 6月 - 生徒総会、期末テスト
- 7月 - 進路説明会、終業式
- 8月 - 登校日、2年生職場体験学習
- 9月 - 始業式、小中合同運動会、1・2年宿泊訓練
- 10月 - 3年修学旅行、新人戦、中間テスト、こ園小中合同文化祭
- 11月 - 音楽祭、期末テスト
- 12月 - 3年進路説明会、生徒会役員選挙、生徒会役員任命式・引継ぎ式、終業式
- 1月 - 始業式、3年学年末テスト
- 2月 - 2年立志式、1・2年学年末テスト
- 3月 - 3年生を送る会、2年生マスコットづくり、卒業式、修了式、離任式

## 鹿野中学校生徒チャレンジ目標
- 2005 - 2007年度「きっちり食べて」、「がっちりふれあい」、「じっくり読書」
- 2008年度「爽やかなあいさつをしよう」、「自己の表現を高めよう」、「じっぐりと読書をしよう」
- 2009 - 2011年度「爽やかなあいさつをしよう」、「自己の表現力を高めよう」、「じっくりと読書をしよう」
- 2014年度「元気なあいさつ」、「毎日読書」、「無言清掃」

## 生徒会活動スローガン
- 2005年度：限輝活祭（げんきかっさい）
- 2006年度：Make Our Best Friends
- 2007年度：Make Our Best Friends　サブタイトル：Four You 〜新友･親友･信友･心友〜
- 2008年度：One for all All for one（ひとりはみんなのために、みんなはひとりのために）
- 2009年度：全力魂　サブタイトル：挑戦・飛躍・前進（体育祭）　Heart & Soul（文化祭）
- 2010年度：挑戦　〜自分を伸ばす　鹿野中も伸びる〜
- 2011年度：前進　〜ひとつの絆　大きな一歩〜（体育祭）〜ひろがる絆　つながる心〜（文化祭）
- 2012年度：瞬華修闘（しゅんかしゅうとう）
- 2013年度：友笑　勇翔　融昇

## 部活動
2023年現在
- 野球、卓球、バレーボール

## 通学区域
- 大字大潮、大字鹿野上、大字鹿野中、大字鹿野下、大字須万、大字金峰、大字巣山[3]